# Chambre de Commerce et d’Industrie des îles de Guadeloupe
 (juin 2020).
Si vous disposez d'ouvrages ou d'articles de référence ou si vous connaissez des sites web de qualité traitant du thème abordé ici, merci de compléter l'article en donnant les références utiles à sa vérifiabilité et en les liant à la section « Notes et références ».
 (juin 2020).

La chambre de commerce et d'industrie de région Îles de Guadeloupe est la CCI du département de la Guadeloupe. Son siège est à Pointe-à-Pitre rue Felix Eboué.

## Missions

### Gestion d'équipements
- Aéroport de Guadeloupe - Pôle Caraïbes

## Pour approfondir